# Kromatikus hangsor
A kromatikus hangsor olyan zenei hangsor, amelyben a diatonikus hangsor hét foka ki van egészítve öt olyan közbenső fokkal, amely annak egész hangközeit két-két fél hangközre osztja. Ezeket a közbenső fokokat a diatonikus hangközök „elszínezésével”, fél hanggal fel vagy lefelé történő módosításával lehet elérni. Így például a disz, ami fél hanggal magasabb a D-nél, és az esz, ami fél hanggal alacsonyabb az E-nél kiegyenlített hangolás esetén enharmonikus (azonos hangzású, de különböző törzshangokból módosított hangok).

## Klaviatúra ujjrend
A szokásos klaviatúra ujjrend kromatikus hangsorra, 1 a hüvelykujj, 2 a mutatóujj, és így tovább.

## Egy könnyűzenei példa a gyakorlatban
"Chromatic Capers" by George L. Cobb
https://www.youtube.com/watch?v=9I2AuZJVmlg